# Ховріно (район Москви)
Ховріно (рос. Ховрино) — адміністративний район в Москві, входить до складу Північного адміністративного округу. Населення станом на 1 січня 2017 року 85401 чол., площа 437 га
Район утворено 5 липня 1995 року.